# Klubowy Puchar Europy w szachach (2024)
2024 – trzydziesty dziewiąty sezon Klubowego Pucharu Europy w szachach. Rozgrywki odbyły się we Vrnjačkiej Banji w dniach 20–26 października 2024 roku. Tytuł zdobył czeski 1. Novoborský ŠK.

## Format rozgrywek
Turniej odbywał się systemem szwajcarskim na dystansie siedmiu rund. W przypadku identycznej liczby punktów decydował olimpijski system Sonneborna-Bergera. Przy dalszej równości uwzględniano kolejno: łączną liczbę punktów uzyskanych przez zawodników, system Buchholza i pełny system Sonneborna-Bergera.

## Uczestnicy
W nawiasie podano średni ranking Elo. Źródło: Chess-Results.com

- Butrinti Saranda (2037)
- Blackthorne (2259)
- The Sharks (2357)
- Sussex Martlets (2122)
- White Rose Chess Club (2133)
- Wood Green Chess Club (2332)
- Malerei 2000 Rapid Feffernitz (2146)
- Vüqar Həşimov (2557)
- De Pluspion Wachtebeke (2222)
- K Brugse SK (2313)
- K Oostendse SK (2049)
- KWV Wetteren (2125)
- La Tour d’Ans-Loncin (2204)
- Elektroprivreda Nikšić (2439)
- 1. Novoborský ŠK (2691)
- Aarhus SK/Skolerne (2120)
- SK Nordkalotten (2289)
- SK Reval-Sport (2177)
- Etelä-Vantaan Shakki (2123)
- Jyväs-Shakki (2031)
- Raahen Linnoitus (2211)
- C’Chartres Échecs (2600)
- OFI (2171)
- SO Kawala (2435)
- Andreu Paterna (2326)
- CA Silla-Integrant col·lectius (2399)
- Diagonal Alcorcón (2029)
- De Stukkenjagers (2271)
- Leidsch SG (2390)
- SV Paul Keres 1 (2309)
- SV Paul Keres 2 (2080)
- Ennis Chess Club (2011)
- Gonzaga Chess Club (2060)
- St Benildus Chess Club (1924)
- UCD Chess Club (1883)
- Skákdeild Breiðabliks (2286)
- Víkingaklúbburinn (2252)
- Beer Sheva Chess Club (2519)
- Hapoel Kefar Sawa (2487)
- Maccabi Etude Ramat Gan Dov Porat Memorial (2412)
- Rishon LeZion Chess Club A (2519)
- Rishon LeZion Chess Club B (2285)
- KSH Drejtësia-Trokadero (2266)
- De Sprénger Echternach (2306)
- Gambit Bonnevoie I (2283)
- Gambit Bonnevoie II (1977)
- Le Cavalier Differdange (2183)
- Alkaloid Skopje (2706)
- Gambit-ASEE Skopje (2377)
- Perfect (2376)
- FC St. Pauli (2354)
- HSK Lister Turm (2323)
- SK Doppelbauer Kiel (2112)
- SK König Tegel 1949 (2073)
- SV Erkenschwick 1923 (2265)
- SV Mülheim-Nord (2140)
- TSV Schönaich (2117)
- Werder Brema (2426)
- Bærum SS (2102)
- Schakklubben av 1911 (2074)
- SOSS (2209)
- SuperChess Club (2730)
- Vados Arad (2500)
- Crvena zvezda – Data Driven Lab (2289)
- Goč Vrnjačka Banja (1960)
- Jugović Kać (2169)
- Radnički Belgrad (2060)
- Sirmium Sremska Mitrovica (2062)
- Zmaj Belgrad (2444)
- ŠK Dunajská Streda (2371)
- ŠK Javes Modra (2464)
- ŠK K Cero Invest Nitra (2412)
- Tajfun – ŠK Ljubljana (2648)
- SG Riehen (2417)
- Lunds ASK (2337)
- SK Rockaden Stockholm (2420)
- Wasa SK (2283)
- Bayegan Pendik Satranç SK (2683)
- Türk Hava Yolları SK (2682)
- Cardiff Chess Club (1882)
- White Knights Chess Club (1956)
- Sentimento Ajka BSK (2620)
- Tuxera Aquaprofit Nagykanizsai SK (2610)
- ASD Pedone Isolano (2285)

## Rozgrywki

### Runda 1
Źródło: Chess-Results.com
20 października 2024
| SuperChess Club – Gambit Bonnevoie I 5:1                             |
| Wasa SK – Alkaloid Skopje ½:5½                                       |
| 1. Novoborský ŠK – De Stukkenjagers 5½:½                             |
| KSH Drejtësia-Trokadero – Bayegan Pendik Satranç SK ½:5½             |
| Türk Hava Yolları SK – SV Erkenschwick 1923 5:1                      |
| Blackthorne – Tajfun – ŠK Ljubljana 0:6                              |
| Sentimento Ajka BSK – Víkingaklúbburinn 5:1                          |
| De Pluspion Wachtebeke – Tuxera Aquaprofit Nagykanizsai SK ½:5½      |
| C’Chartres Échecs – Raahen Linnoitus 6:0                             |
| SOSS – Vüqar Həşimov ½:5½                                            |
| Beer Sheva Chess Club – La Tour d’Ans-Loncin 5½:½                    |
| Le Cavalier Differdange – Rishon LeZion Chess Club A 1:5             |
| Vados Arad – SK Reval-Sport 5:1                                      |
| OFI – Hapoel Kefar Sawa 1:5                                          |
| ŠK Javes Modra – Jugović Kać 4½:1½                                   |
| Malerei 2000 Rapid Feffernitz – Zmaj Belgrad 1:5                     |
| Elektroprivreda Nikšić – SV Mülheim-Nord 6:0                         |
| White Rose Chess Club – SO Kawala 1½:4½                              |
| Werder Brema – KWV Wetteren 5½:½                                     |
| Etelä-Vantaan Shakki – SK Rockaden Stockholm 0:6                     |
| SG Riehen – Sussex Martlets 4:2                                      |
| Aarhus SK/Skolerne – Maccabi Etude Ramat Gan Dov Porat Memorial ½:5½ |
| ŠK K Cero Invest Nitra – TSV Schönaich 5½:½                          |
| SK Doppelbauer Kiel – CA Silla-Integrant col·lectius 1:5             |
| Leidsch SG – Bærum SS 5:1                                            |
| SV Paul Keres 2 – Gambit-ASEE Skopje 1:5                             |
| Perfect – Schakklubben av 1911 4:2                                   |
| SK König Tegel 1949 – ŠK Dunajská Streda ½:5½                        |
| The Sharks – Sirmium Sremska Mitrovica 5:1                           |
| Radnički Belgrad – FC St. Pauli 0:6                                  |
| Lunds ASK – Gonzaga Chess Club 5:1                                   |
| K Oostendse SK – Wood Green Chess Club 0:6                           |
| Andreu Paterna – Butrinti Saranda 4:2                                |
| Jyväs-Shakki – HSK Lister Turm 2:4                                   |
| K Brugse SK – Diagonal Alcorcón 6:0                                  |
| Ennis Chess Club – SV Paul Keres 1 1:5                               |
| De Sprénger Echternach – Gambit Bonnevoie II 5½:½                    |
| Goč Vrnjačka Banja – SK Nordkalotten 0:6                             |
| Crvena zvezda – Data Driven Lab – White Knights Chess Club 3½:2½     |
| St Benildus Chess Club – Skákdeild Breiðabliks 0:6                   |
| ASD Pedone Isolano – UCD Chess Club 5:1                              |
| Cardiff Chess Club – Rishon LeZion Chess Club B 0:6                  |

### Runda 2
Źródło: Chess-Results.com
21 października 2024
| Maccabi Etude Ramat Gan Dov Porat Memorial – SuperChess Club ½:5½ |
| Alkaloid Skopje – ŠK K Cero Invest Nitra 6:0                      |
| CA Silla-Integrant col·lectius – 1. Novoborský ŠK 0:6             |
| Bayegan Pendik Satranç SK – Leidsch SG 5½:½                       |
| Gambit-ASEE Skopje – Türk Hava Yolları SK 1½:4½                   |
| Tajfun – ŠK Ljubljana – Perfect 5:1                               |
| ŠK Dunajská Streda – Sentimento Ajka BSK 2:4                      |
| Tuxera Aquaprofit Nagykanizsai SK – The Sharks 5:1                |
| FC St. Pauli – C’Chartres Échecs 1½:4½                            |
| Vüqar Həşimov – Lunds ASK 4½:1½                                   |
| Wood Green Chess Club – Beer Sheva Chess Club 1½:4½               |
| Rishon LeZion Chess Club A – Andreu Paterna 3:3                   |
| HSK Lister Turm – Vados Arad 1½:4½                                |
| Hapoel Kefar Sawa – K Brugse SK 4:2                               |
| SV Paul Keres 1 – ŠK Javes Modra 2½:3½                            |
| Zmaj Belgrad – De Sprénger Echternach 3½:2½                       |
| SK Nordkalotten – Elektroprivreda Nikšić 2:4                      |
| SO Kawala – Crvena zvezda – Data Driven Lab 5½:½                  |
| Skákdeild Breiðabliks – Werder Brema 3:3                          |
| SK Rockaden Stockholm – ASD Pedone Isolano 4:2                    |
| Rishon LeZion Chess Club B – SG Riehen 3:3                        |
| Gambit Bonnevoie I – Aarhus SK/Skolerne 4:2                       |
| TSV Schönaich – Wasa SK 1½:4½                                     |
| De Stukkenjagers – SK Doppelbauer Kiel 4:2                        |
| Bærum SS – KSH Drejtësia-Trokadero 2½:3½                          |
| SV Erkenschwick 1923 – SV Paul Keres 2 5:1                        |
| Schakklubben av 1911 – Blackthorne 3:3                            |
| Víkingaklúbburinn – SK König Tegel 1949 4½:1½                     |
| Sirmium Sremska Mitrovica – De Pluspion Wachtebeke 1½:4½          |
| Raahen Linnoitus – Radnički Belgrad 5:1                           |
| Gonzaga Chess Club – SOSS 2:4                                     |
| La Tour d’Ans-Loncin – K Oostendse SK 2½:3½                       |
| Butrinti Saranda – Le Cavalier Differdange 3:3                    |
| SK Reval-Sport – Jyväs-Shakki 5½:½                                |
| Diagonal Alcorcón – OFI ½:5½                                      |
| Jugović Kać – Ennis Chess Club 6:0                                |
| Gambit Bonnevoie II – Malerei 2000 Rapid Feffernitz 2:4           |
| SV Mülheim-Nord – Goč Vrnjačka Banja 6:0                          |
| White Knights Chess Club – White Rose Chess Club 2½:3½            |
| KWV Wetteren – St Benildus Chess Club 3½:2½                       |
| UCD Chess Club – Etelä-Vantaan Shakki 1:5                         |
| Sussex Martlets – Cardiff Chess Club 5½:½                         |

### Runda 3
Źródło: Chess-Results.com
22 października 2024
| SuperChess Club – Vüqar Həşimov                                     |
| Beer Sheva Chess Club – Alkaloid Skopje 2½:3½                       |
| 1. Novoborský ŠK – Vados Arad 3½:2½                                 |
| Hapoel Kefar Sawa – Bayegan Pendik Satranç SK 2:4                   |
| Türk Hava Yolları SK – ŠK Javes Modra 5½:½                          |
| Zmaj Belgrad – Tajfun – ŠK Ljubljana 1:5                            |
| Sentimento Ajka BSK – Elektroprivreda Nikšić 3½:2½                  |
| SO Kawala – Tuxera Aquaprofit Nagykanizsai SK 2:4                   |
| C’Chartres Échecs – SK Rockaden Stockholm 3:3                       |
| Skákdeild Breiðabliks – Rishon LeZion Chess Club A ½:5½             |
| Werder Brema – Rishon LeZion Chess Club B 4:2                       |
| SG Riehen – Andreu Paterna 5½:½                                     |
| Gambit Bonnevoie I – Maccabi Etude Ramat Gan Dov Porat Memorial 2:4 |
| ŠK K Cero Invest Nitra – Wasa SK 4½:1½                              |
| De Stukkenjagers – CA Silla-Integrant col·lectius 3:3               |
| Leidsch SG – KSH Drejtësia-Trokadero 2½:3½                          |
| SV Erkenschwick 1923 – Gambit-ASEE Skopje 4½:1½                     |
| Perfect – Víkingaklúbburinn 4:2                                     |
| De Pluspion Wachtebeke – ŠK Dunajská Streda 2½:3½                   |
| The Sharks – Raahen Linnoitus 3:3                                   |
| SOSS – FC St. Pauli ½:5½                                            |
| Lunds ASK – SK Reval-Sport 3½:2½                                    |
| OFI – Wood Green Chess Club 1:5                                     |
| Jugović Kać – HSK Lister Turm 3:3                                   |
| K Brugse SK – Malerei 2000 Rapid Feffernitz 4½:1½                   |
| SV Mülheim-Nord – SV Paul Keres 1 1:5                               |
| De Sprénger Echternach – White Rose Chess Club 4:2                  |
| KWV Wetteren – SK Nordkalotten 1:5                                  |
| Crvena zvezda – Data Driven Lab – Etelä-Vantaan Shakki 6:0          |
| ASD Pedone Isolano – Sussex Martlets 4½:1½                          |
| K Oostendse SK – Blackthorne 1:5                                    |
| Le Cavalier Differdange – Schakklubben av 1911 2½:3½                |
| La Tour d’Ans-Loncin – Butrinti Saranda 4½:1½                       |
| Aarhus SK/Skolerne – Jyväs-Shakki 3½:2½                             |
| Diagonal Alcorcón – TSV Schönaich 3:3                               |
| SK Doppelbauer Kiel – Ennis Chess Club 3:3                          |
| Gambit Bonnevoie II – Bærum SS 1½:4½                                |
| SV Paul Keres 2 – Goč Vrnjačka Banja 6:0                            |
| SK König Tegel 1949 – White Knights Chess Club 4½:1½                |
| St Benildus Chess Club – Sirmium Sremska Mitrovica 1:5              |
| Radnički Belgrad – UCD Chess Club 3½:2½                             |
| Cardiff Chess Club – Gonzaga Chess Club 2:4                         |

### Runda 4
Źródło: Chess-Results.com
23 października 2024
| Türk Hava Yolları SK – SuperChess Club 4:2                                        |
| Alkaloid Skopje – Tajfun – ŠK Ljubljana 3½:2½                                     |
| Sentimento Ajka BSK – 1. Novoborský ŠK 2½:3½                                      |
| Bayegan Pendik Satranç SK – Tuxera Aquaprofit Nagykanizsai SK 2:4                 |
| Werder Brema – C’Chartres Échecs 1½:4½                                            |
| Rishon LeZion Chess Club A – SK Rockaden Stockholm 3½:2½                          |
| Vüqar Həşimov – SG Riehen 4:2                                                     |
| FC St. Pauli – Beer Sheva Chess Club 1:5                                          |
| Vados Arad – Lunds ASK 5½:½                                                       |
| Wood Green Chess Club – Hapoel Kefar Sawa 1½:4½                                   |
| ŠK Javes Modra – K Brugse SK 5:1                                                  |
| SV Paul Keres 1 – Zmaj Belgrad 2½:3½                                              |
| Elektroprivreda Nikšić – De Sprénger Echternach 4½:1½                             |
| SK Nordkalotten – SO Kawala 1:5                                                   |
| Maccabi Etude Ramat Gan Dov Porat Memorial – Crvena zvezda – Data Driven Lab 5½:½ |
| ASD Pedone Isolano – ŠK K Cero Invest Nitra 2:4                                   |
| KSH Drejtësia-Trokadero – Perfect 1½:4½                                           |
| ŠK Dunajská Streda – SV Erkenschwick 1923 3½:2½                                   |
| CA Silla-Integrant col·lectius – Rishon LeZion Chess Club B 3:3                   |
| The Sharks – De Stukkenjagers 3½:2½                                               |
| Andreu Paterna – Raahen Linnoitus 4½:1½                                           |
| HSK Lister Turm – Skákdeild Breiðabliks 2½:3½                                     |
| Blackthorne – Jugović Kać 3½:2½                                                   |
| Schakklubben av 1911 – Leidsch SG 1½:4½                                           |
| White Rose Chess Club – Gambit-ASEE Skopje 2½:3½                                  |
| Etelä-Vantaan Shakki – Gambit Bonnevoie I 2:4                                     |
| Wasa SK – KWV Wetteren 3½:2½                                                      |
| Víkingaklúbburinn – Sussex Martlets 1½:4½                                         |
| Aarhus SK/Skolerne – De Pluspion Wachtebeke 4½:1½                                 |
| Bærum SS – SOSS 2:4                                                               |
| SV Paul Keres 2 – La Tour d’Ans-Loncin 4:2                                        |
| SK Reval-Sport – SK König Tegel 1949 6:0                                          |
| Sirmium Sremska Mitrovica – OFI ½:5½                                              |
| Malerei 2000 Rapid Feffernitz – Radnički Belgrad 3½:2½                            |
| Gonzaga Chess Club – SV Mülheim-Nord 1½:4½                                        |
| Le Cavalier Differdange – K Oostendse SK 5:1                                      |
| Ennis Chess Club – TSV Schönaich 4½:1½                                            |
| Butrinti Saranda – SK Doppelbauer Kiel 3:3                                        |
| Jyväs-Shakki – Diagonal Alcorcón 3:3                                              |
| St Benildus Chess Club – Gambit Bonnevoie II 3½:2½                                |
| Goč Vrnjačka Banja – UCD Chess Club 3:3                                           |
| White Knights Chess Club – Cardiff Chess Club 4:2                                 |

### Runda 5
Źródło: Chess-Results.com
24 października 2024
| Alkaloid Skopje – Türk Hava Yolları SK 3:3                     |
| Tuxera Aquaprofit Nagykanizsai SK – 1. Novoborský ŠK 1½:4½     |
| C’Chartres Échecs – Rishon LeZion Chess Club A 3½:2½           |
| SuperChess Club – ŠK Javes Modra 5:1                           |
| Zmaj Belgrad – Bayegan Pendik Satranç SK 2:4                   |
| Tajfun – ŠK Ljubljana – Elektroprivreda Nikšić 4:2             |
| SO Kawala – Sentimento Ajka BSK 2:4                            |
| Maccabi Etude Ramat Gan Dov Porat Memorial – Vüqar Həşimov 2:4 |
| Beer Sheva Chess Club – ŠK K Cero Invest Nitra 4½:1½           |
| Perfect – Vados Arad 1:5                                       |
| Hapoel Kefar Sawa – ŠK Dunajská Streda 4½:1½                   |
| Andreu Paterna – Werder Brema 2½:3½                            |
| SK Rockaden Stockholm – The Sharks 5:1                         |
| SG Riehen – Skákdeild Breiðabliks 4½:1½                        |
| Blackthorne – CA Silla-Integrant col·lectius 2:4               |
| Leidsch SG – Gambit Bonnevoie I 5:1                            |
| Gambit-ASEE Skopje – Wasa SK 4½:1½                             |
| KSH Drejtësia-Trokadero – FC St. Pauli 2½:3½                   |
| Lunds ASK – SV Erkenschwick 1923 3½:2½                         |
| SOSS – Wood Green Chess Club 2:4                               |
| K Brugse SK – SK Reval-Sport 4:2                               |
| OFI – SV Paul Keres 1 2:4                                      |
| De Sprénger Echternach – Malerei 2000 Rapid Feffernitz 4½:1½   |
| SV Mülheim-Nord – SK Nordkalotten 1½:4½                        |
| Crvena zvezda – Data Driven Lab – Aarhus SK/Skolerne 3½:2½     |
| Rishon LeZion Chess Club B – ASD Pedone Isolano 3:3            |
| Sussex Martlets – SV Paul Keres 2 4½:1½                        |
| HSK Lister Turm – Le Cavalier Differdange 4½:1½                |
| De Stukkenjagers – Jugović Kać 3:3                             |
| Raahen Linnoitus – Schakklubben av 1911 2½:3½                  |
| Ennis Chess Club – Víkingaklúbburinn 1½:4½                     |
| De Pluspion Wachtebeke – Radnički Belgrad 4:2                  |
| La Tour d’Ans-Loncin – Sirmium Sremska Mitrovica 4:2           |
| White Rose Chess Club – Gonzaga Chess Club 2½:3½               |
| K Oostendse SK – KWV Wetteren 3:3                              |
| Etelä-Vantaan Shakki – Butrinti Saranda 2½:3½                  |
| SK Doppelbauer Kiel – Diagonal Alcorcón 1½:4½                  |
| White Knights Chess Club – Bærum SS 2½:3½                      |
| SK König Tegel 1949 – St Benildus Chess Club 5½:½              |
| TSV Schönaich – Goč Vrnjačka Banja 5½:½                        |
| UCD Chess Club – Jyväs-Shakki 3½:2½                            |
| Cardiff Chess Club – Gambit Bonnevoie II 3½:2½                 |

### Runda 6
Źródło: Chess-Results.com
25 października 2024
| 1. Novoborský ŠK – Alkaloid Skopje 3:3                                   |
| Türk Hava Yolları SK – C’Chartres Échecs 3:3                             |
| Tuxera Aquaprofit Nagykanizsai SK – SuperChess Club 1½:4½                |
| Bayegan Pendik Satranç SK – Vüqar Həşimov 4½:1½                          |
| Tajfun – ŠK Ljubljana – Beer Sheva Chess Club 3½:2½                      |
| Vados Arad – Sentimento Ajka BSK 3:3                                     |
| Rishon LeZion Chess Club A – Hapoel Kefar Sawa 3½:2½                     |
| SK Rockaden Stockholm – Werder Brema 2:4                                 |
| ŠK Javes Modra – SG Riehen 4½:1½                                         |
| ŠK Dunajská Streda – Zmaj Belgrad 3½:2½                                  |
| Elektroprivreda Nikšić – FC St. Pauli 5:1                                |
| Lunds ASK – SO Kawala ½:5½                                               |
| Wood Green Chess Club – Maccabi Etude Ramat Gan Dov Porat Memorial 2½:3½ |
| ŠK K Cero Invest Nitra – K Brugse SK 4:2                                 |
| CA Silla-Integrant col·lectius – SV Paul Keres 1 4½:1½                   |
| De Sprénger Echternach – Leidsch SG 2½:3½                                |
| SK Nordkalotten – Gambit-ASEE Skopje 3:3                                 |
| Crvena zvezda – Data Driven Lab – Perfect 2:4                            |
| Sussex Martlets – The Sharks 1:5                                         |
| ASD Pedone Isolano – Andreu Paterna 2:4                                  |
| Rishon LeZion Chess Club B – HSK Lister Turm 5:1                         |
| Skákdeild Breiðabliks – Blackthorne 3½:2½                                |
| Gambit Bonnevoie I – Schakklubben av 1911 2½:3½                          |
| Jugović Kać – Wasa SK 2½:3½                                              |
| Malerei 2000 Rapid Feffernitz – De Stukkenjagers 3:3                     |
| SV Mülheim-Nord – KSH Drejtësia-Trokadero 3:3                            |
| SV Erkenschwick 1923 – Aarhus SK/Skolerne 4½:1½                          |
| Víkingaklúbburinn – Bærum SS 3½:2½                                       |
| SV Paul Keres 2 – De Pluspion Wachtebeke 1½:4½                           |
| SK König Tegel 1949 – SOSS 3:3                                           |
| Gonzaga Chess Club – La Tour d’Ans-Loncin 2:4                            |
| Diagonal Alcorcón – SK Reval-Sport 1½:4½                                 |
| Butrinti Saranda – OFI 1½:4½                                             |
| Raahen Linnoitus – K Oostendse SK 3½:2½                                  |
| TSV Schönaich – Le Cavalier Differdange 2:4                              |
| KWV Wetteren – Ennis Chess Club 5:1                                      |
| UCD Chess Club – White Rose Chess Club ½:5½                              |
| Radnički Belgrad – Etelä-Vantaan Shakki 4½:1½                            |
| St Benildus Chess Club – SK Doppelbauer Kiel ½:5½                        |
| Sirmium Sremska Mitrovica – White Knights Chess Club 4½:1½               |
| Jyväs-Shakki – Cardiff Chess Club 3½:2½                                  |
| Gambit Bonnevoie II – Goč Vrnjačka Banja 4½:1½                           |

### Runda 7
Źródło: Chess-Results.com
26 października 2024
| SuperChess Club – 1. Novoborský ŠK 2½:3½                               |
| C’Chartres Échecs – Alkaloid Skopje 1:5                                |
| Bayegan Pendik Satranç SK – Türk Hava Yolları SK 3:3                   |
| Sentimento Ajka BSK – Tajfun – ŠK Ljubljana 3:3                        |
| Vados Arad – Rishon LeZion Chess Club A 4:2                            |
| Werder Brema – Tuxera Aquaprofit Nagykanizsai SK 1½:4½                 |
| Vüqar Həşimov – ŠK K Cero Invest Nitra 5:1                             |
| Beer Sheva Chess Club – Maccabi Etude Ramat Gan Dov Porat Memorial 5:1 |
| Hapoel Kefar Sawa – CA Silla-Integrant col·lectius 2½:3½               |
| Leidsch SG – ŠK Javes Modra 2:4                                        |
| Perfect – Elektroprivreda Nikšić 5:1                                   |
| SO Kawala – ŠK Dunajská Streda 4½:1½                                   |
| Andreu Paterna – SK Rockaden Stockholm 2½:3½                           |
| SG Riehen – SK Nordkalotten 4:2                                        |
| Gambit-ASEE Skopje – Skákdeild Breiðabliks 1½:4½                       |
| The Sharks – Rishon LeZion Chess Club B 2½:3½                          |
| Schakklubben av 1911 – Zmaj Belgrad 0:6                                |
| FC St. Pauli – SV Erkenschwick 1923 4:2                                |
| Wasa SK – Lunds ASK 2:4                                                |
| Víkingaklúbburinn – Wood Green Chess Club 2:4                          |
| K Brugse SK – De Pluspion Wachtebeke 4:2                               |
| SV Paul Keres 1 – La Tour d’Ans-Loncin 2:4                             |
| SK Reval-Sport – De Sprénger Echternach 3½:2½                          |
| OFI – Crvena zvezda – Data Driven Lab 1½:4½                            |
| HSK Lister Turm – Sussex Martlets 4½:1½                                |
| SOSS – ASD Pedone Isolano 1½:4½                                        |
| Le Cavalier Differdange – De Stukkenjagers 1½:4½                       |
| KSH Drejtësia-Trokadero – Malerei 2000 Rapid Feffernitz 4:2            |
| Blackthorne – SV Mülheim-Nord 4½:1½                                    |
| KWV Wetteren – Raahen Linnoitus 3:3                                    |
| Gambit Bonnevoie I – SK König Tegel 1949 4½:1½                         |
| Jugović Kać – SV Paul Keres 2 4½:1½                                    |
| White Rose Chess Club – Sirmium Sremska Mitrovica 2½:2½                |
| Aarhus SK/Skolerne – Radnički Belgrad 4½:1½                            |
| SK Doppelbauer Kiel – Gonzaga Chess Club 2½:3½                         |
| Bærum SS – Diagonal Alcorcón 3½:2½                                     |
| Butrinti Saranda – TSV Schönaich 3:3                                   |
| K Oostendse SK – UCD Chess Club 5:1                                    |
| Ennis Chess Club – Jyväs-Shakki 2:4                                    |
| Etelä-Vantaan Shakki – St Benildus Chess Club 3½:2½                    |
| White Knights Chess Club – Gambit Bonnevoie II 3:3                     |
| Goč Vrnjačka Banja – Cardiff Chess Club 1½:4½                          |

## Klasyfikacja
Źródło: Chess-Results.com
| Msc | Zespół                                     | M | W | R | P | Pkt |
| --- | ------------------------------------------ | - | - | - | - | --- |
| 1   | 1. Novoborský ŠK                           | 7 | 6 | 1 | 0 | 13  |
| 2   | Alkaloid Skopje                            | 7 | 5 | 2 | 0 | 12  |
| 3   | Vados Arad                                 | 7 | 5 | 1 | 1 | 11  |
| 4   | Türk Hava Yolları SK                       | 7 | 4 | 3 | 0 | 11  |
| 5   | Tajfun – ŠK Ljubljana                      | 7 | 5 | 1 | 1 | 11  |
| 6   | Bayegan Pendik Satranç SK                  | 7 | 5 | 1 | 1 | 11  |
| 7   | SuperChess Club                            | 7 | 5 | 0 | 2 | 10  |
| 8   | Beer Sheva Chess Club                      | 7 | 5 | 0 | 2 | 10  |
| 9   | SO Kawala                                  | 7 | 5 | 0 | 2 | 10  |
| 10  | Sentimento Ajka BSK                        | 7 | 4 | 2 | 1 | 10  |
| 11  | Tuxera Aquaprofit Nagykanizsai SK          | 7 | 5 | 0 | 2 | 10  |
| 12  | C’Chartres Échecs                          | 7 | 4 | 2 | 1 | 10  |
| 13  | Vüqar Həşimov                              | 7 | 5 | 0 | 2 | 10  |
| 14  | ŠK Javes Modra                             | 7 | 5 | 0 | 2 | 10  |
| 15  | Perfect                                    | 7 | 5 | 0 | 2 | 10  |
| 16  | CA Silla-Integrant col·lectius             | 7 | 4 | 2 | 1 | 10  |
| 17  | Rishon LeZion Chess Club A                 | 7 | 4 | 1 | 2 | 9   |
| 18  | SG Riehen                                  | 7 | 4 | 1 | 2 | 9   |
| 19  | SK Rockaden Stockholm                      | 7 | 4 | 1 | 2 | 9   |
| 20  | Rishon LeZion Chess Club B                 | 7 | 3 | 3 | 1 | 9   |
| 21  | Werder Brema                               | 7 | 4 | 1 | 2 | 9   |
| 22  | Skákdeild Breiðabliks                      | 7 | 4 | 1 | 2 | 9   |
| 23  | Hapoel Kefar Sawa                          | 7 | 4 | 0 | 3 | 8   |
| 24  | Elektroprivreda Nikšić                     | 7 | 4 | 0 | 3 | 8   |
| 25  | Maccabi Etude Ramat Gan Dov Porat Memorial | 7 | 4 | 0 | 3 | 8   |
| 26  | Zmaj Belgrad                               | 7 | 4 | 0 | 3 | 8   |
| 27  | Leidsch SG                                 | 7 | 4 | 0 | 3 | 8   |
| 28  | Wood Green Chess Club                      | 7 | 4 | 0 | 3 | 8   |
| 29  | SK Reval-Sport                             | 7 | 4 | 0 | 3 | 8   |
| 30  | K Brugse SK                                | 7 | 4 | 0 | 3 | 8   |
| 31  | ŠK Dunajská Streda                         | 7 | 4 | 0 | 3 | 8   |
| 32  | ŠK K Cero Invest Nitra                     | 7 | 4 | 0 | 3 | 8   |
| 33  | FC St. Pauli                               | 7 | 4 | 0 | 3 | 8   |
| 34  | La Tour d’Ans-Loncin                       | 7 | 4 | 0 | 3 | 8   |
| 35  | Lunds ASK                                  | 7 | 4 | 0 | 3 | 8   |
| 36  | Crvena zvezda – Data Driven Lab            | 7 | 4 | 0 | 3 | 8   |
| 37  | Andreu Paterna                             | 7 | 3 | 1 | 3 | 7   |
| 38  | ASD Pedone Isolano                         | 7 | 3 | 1 | 3 | 7   |
| 39  | SK Nordkalotten                            | 7 | 3 | 1 | 3 | 7   |
| 40  | HSK Lister Turm                            | 7 | 3 | 1 | 3 | 7   |
| 41  | The Sharks                                 | 7 | 3 | 1 | 3 | 7   |
| 42  | De Stukkenjagers                           | 7 | 2 | 3 | 2 | 7   |
| 43  | Blackthorne                                | 7 | 3 | 1 | 3 | 7   |
| 44  | KSH Drejtësia-Trokadero                    | 7 | 3 | 1 | 3 | 7   |
| 45  | Gambit-ASEE Skopje                         | 7 | 3 | 1 | 3 | 7   |
| 46  | Schakklubben av 1911                       | 7 | 3 | 1 | 3 | 7   |
| 47  | SV Erkenschwick 1923                       | 7 | 3 | 0 | 4 | 6   |
| 48  | SV Paul Keres 1                            | 7 | 3 | 0 | 4 | 6   |
| 49  | De Sprénger Echternach                     | 7 | 3 | 0 | 4 | 6   |
| 50  | Jugović Kać                                | 7 | 2 | 2 | 3 | 6   |
| 51  | Víkingaklúbburinn                          | 7 | 3 | 0 | 4 | 6   |
| 52  | Gambit Bonnevoie I                         | 7 | 3 | 0 | 4 | 6   |
| 53  | Sussex Martlets                            | 7 | 3 | 0 | 4 | 6   |
| 54  | De Pluspion Wachtebeke                     | 7 | 3 | 0 | 4 | 6   |
| 55  | OFI                                        | 7 | 3 | 0 | 4 | 6   |
| 56  | Aarhus SK/Skolerne                         | 7 | 3 | 0 | 4 | 6   |
| 57  | Wasa SK                                    | 7 | 3 | 0 | 4 | 6   |
| 58  | Raahen Linnoitus                           | 7 | 2 | 2 | 3 | 6   |
| 59  | Bærum SS                                   | 7 | 3 | 0 | 4 | 6   |
| 60  | Gonzaga Chess Club                         | 7 | 3 | 0 | 4 | 6   |
| 61  | KWV Wetteren                               | 7 | 2 | 2 | 3 | 6   |
| 62  | White Rose Chess Club                      | 7 | 2 | 1 | 4 | 5   |
| 63  | Le Cavalier Differdange                    | 7 | 2 | 1 | 4 | 5   |
| 64  | SOSS                                       | 7 | 2 | 1 | 4 | 5   |
| 65  | Malerei 2000 Rapid Feffernitz              | 7 | 2 | 1 | 4 | 5   |
| 66  | Butrinti Saranda                           | 7 | 1 | 3 | 3 | 5   |
| 67  | SV Mülheim-Nord                            | 7 | 2 | 1 | 4 | 5   |
| 68  | K Oostendse SK                             | 7 | 2 | 1 | 4 | 5   |
| 69  | Jyväs-Shakki                               | 7 | 2 | 1 | 4 | 5   |
| 70  | Sirmium Sremska Mitrovica                  | 7 | 2 | 1 | 4 | 5   |
| 71  | SK König Tegel 1949                        | 7 | 2 | 1 | 4 | 5   |
| 72  | SV Paul Keres 2                            | 7 | 2 | 0 | 5 | 4   |
| 73  | SK Doppelbauer Kiel                        | 7 | 1 | 2 | 4 | 4   |
| 74  | Diagonal Alcorcón                          | 7 | 1 | 2 | 4 | 4   |
| 75  | Radnički Belgrad                           | 7 | 2 | 0 | 5 | 4   |
| 76  | TSV Schönaich                              | 7 | 1 | 2 | 4 | 4   |
| 77  | Etelä-Vantaan Shakki                       | 7 | 2 | 0 | 5 | 4   |
| 78  | Cardiff Chess Club                         | 7 | 2 | 0 | 5 | 4   |
| 79  | White Knights Chess Club                   | 7 | 1 | 1 | 5 | 3   |
| 80  | Ennis Chess Club                           | 7 | 1 | 1 | 5 | 3   |
| 81  | Gambit Bonnevoie II                        | 7 | 1 | 1 | 5 | 3   |
| 82  | UCD Chess Club                             | 7 | 1 | 1 | 5 | 3   |
| 83  | St Benildus Chess Club                     | 7 | 1 | 0 | 6 | 2   |
| 84  | Goč Vrnjačka Banja                         | 7 | 0 | 1 | 6 | 1   |